# Дамлос
Дамлос (нем. Damlos) — община в Германии, в земле Шлезвиг-Гольштейн. 
Входит в состав района Восточный Гольштейн. Подчиняется управлению Лензан.  Население составляет 706 человек (на 31 декабря 2010 года). Занимает площадь 9,35 км².